# Jagdgeschwader 104
104-та винищувальна ескадра (нім. Jagdgeschwader 104 (JG 104) — навчальна винищувальна ескадра Люфтваффе, що існувала у складі повітряних сил вермахту за часи Другої світової війни.

## Історія
104-та винищувальна ескадра заснована 20 березня 1943 року на основі штабу 4-ї школи винищувальної авіації (нім. Stab/Jagdfliegerschule 4 (JFS4) на аеродромах Фюрт-Герцогенаурах.

## Командування

### Командири
штаб (Stab/JG 104)
- майор Ганс Трюбенбах (нім. Hans Trübenbach) (20 березня — 25 вересня 1943);
- оберстлейтенант Альфред Мюллер (нім. Alfred Müller) (26 вересня 1943 — 26 квітня 1944);
- оберстлейтенант Ганс Трюбенбах (27 квітня — 7 серпня 1944);
- майор Райнгард Зайлер (нім. Herbert Ihlefeld) (8 серпня 1944 — 28 квітня 1945).

1-ша група (I./JG 104)
- майор Фрідріх-Карл Рінов (нім. Friedrich-Karl Rinow) (20 березня — 27 червня 1943);
- гауптман Герман Голльвег (нім. Hermann Hollweg) (1 травня — 27 червня 1943), ТВО;
- майор Карл-Гайнц Меєр (нім. Karl-Heinz Meyer) (28 червня 1943 — 14 квітня 1944);
- гауптман Гюнтер Рюбелль (нім. Günther Rübell) (15 серпня 1944 — 28 квітня 1945).

2-га група (II./JG 104)
- майор Рольф Герміхен (нім. Rolf Hermichen) (15 жовтня 1944 — 10 січня 1945).
- майор Фрідріх-Карл Рінов (нім. Friedrich-Karl Rinow) (11 січня — 28 квітня 1945).

## Бойовий склад 104-ї винищувальної ескадри
- Штаб (Stab/JG 104)
- 1-ша група (I./JG 104)
- 2-га група (II./JG 104)

## Основні райони базуванняштабу104-ї винищувальної ескадри[1]
| Час                             | Місто              |
| ------------------------------- | ------------------ |
| 20 березня 1943 — 5 квітня 1945 | Фюрт-Герцогенаурах |
| 6 — 28 квітня 1945              | Рот                |